# كارمل (نيويورك)
كارمل (بالإنجليزية: Carmel, New York) هي بلدة أمريكية تقع في الولايات المتحدة في مقاطعة بوتنام، نيويورك. يقدر عدد سكانها بـ 34,305 نسمة ومساحتها 105.4 كم2 وترتفع عن سطح البحر 197 متر.

## أعلام
- سابرينا فيغا
- دانيال درو
- ماركوس كارل فرانكلين
- كاميرون بويد
- جويل فروست
- بارت هوارد
- جينينغز مايكل يبرش
- توم نيوتن